# تاریخچه آنتروپی

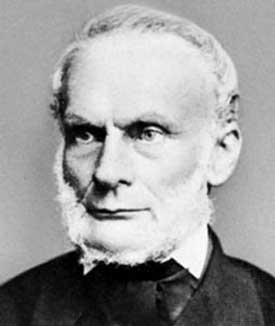
رودلف کلاوزیوس

مفهوم آنتروپی در پاسخ به این پرسش که چرا در مشاهدات تجربی همیشه در انرژی حاصل از احتراق مقداری اتلاف یا هدررفت انرژی ناشناخته، سبب کم شدن کار مفید می‌گردد، یافت شد. موتورهای گرمایی نخستین مانند موتور توماس سیور، موتور اتمسفریک نیوکمن و سه چرخه بخار بعد از ساخت، بسیار ناکارآمد عمل کرده و بازده کمتر از ۲ درصد را حاصل داشتند. درصد بالای اتلاف انرژی نیازمند پاسخی بود که در طی ۲ سده آینده فیزیکدانان رفته رفته یکی از دلایل آن که تغییرات آنتروپی است، پیدا کردند.
در اوایل ۱۸۵۰ رودلف کلاوزیوس مفهوم سیستم ترمودینامیکی را پدید آورد و بیان نمود که در هر فرایند برگشت‌ناپذیر، مقدار کمی انرژی از سیستم ترمودینامیکی خارج می‌شود. کلاوزیوس نظیرات خود را گسترش داد و اصطلاح آنتروپی را به وجود آورد.